# Мільонкі
Мільонкі (пол. Milonki) — село в Польщі, у гміні Тшицьонж Олькуського повіту Малопольського воєводства.
Населення — 296 осіб (2011).
У 1975-1998 роках село належало до Краківського воєводства.

## Демографія
Демографічна структура станом на 31 березня 2011 року:
|          | Загалом | Допрацездатний вік | Працездатний вік | Постпрацездатний вік |
| -------- | ------- | ------------------ | ---------------- | -------------------- |
| Чоловіки | 141     | 39                 | 87               | 15                   |
| Жінки    | 155     | 29                 | 90               | 36                   |
| Разом    | 296     | 68                 | 177              | 51                   |